# I. e. 405
Évszázadok: i. e. 6. század – i. e. 5. század – i. e. 4. század
Évtizedek: i. e. 450-es évek – i. e. 440-es évek – i. e. 430-as évek – i. e. 420-as évek – i. e. 410-es évek – i. e. 400-as évek – i. e. 390-es évek – i. e. 380-as évek – i. e. 370-es évek – i. e. 360-as évek – i. e. 350-es évek
Évek: i. e. 410 – i. e. 409 – i. e. 408 – i. e. 407 –  i. e. 406 – i. e. 405 – i. e. 404 – i. e. 403 – i. e. 402 – i. e. 401 – i. e. 400

## Események

### Görögország
- Miután az arginuszai csatában legyőzték a spártai flottát, az athéniak követik őket a Hellészpontoszhoz. A Márvány-tengeren az aigoszpotamoi csatában a Lüszandrosz vezette spártai hajóhad megsemmisíti a Konon vezetése alatt álló athéni flottát. Konon Ciprusra menekül.
- Pauszaniasz spártai király ostrom alá veszi Athént, míg Lüszandrosz Pireusz kikötőjét tartja blokád alatt. A gabonaszállítmányoktól elzárt város éhezik.

### Itália
- A szicíliai Szürakuszai élére I. Dionüsziosz kerül, aki békét köt a karthágói Himilcóval (akinek hadseregét meggyengítette a járvány). A szerződés Karthágó uralma alatt hagyja a sziget nyugati és déli részét. Dionüsziosz könyörtelen módszerekkel erősíti meg hatalmát és türannosszá válik. Falat épít Szürakuszai köré és harcra készül a karthágóiakkal.
- Rómában consuli jogkörű katonai tribunusok: Titus Quinctius Capitolinus Barbatus, Aulus Manlius Vulso Capitolinus, Quintus Quinctius Cincinnatus, Lucius Furius Medullinus, Caius Iulius Iullus és Manlius Aemilius Mamercinus.

## Kultúra
- Bemutatják Arisztophanész A békák c. komédiáját.
- Egy tetralógia részeként posztumusz bemutatják Euripidész Bacchánsnők és Iphigenia Auliszban c. tragédiáit az athéni Dionüszia fesztiválon; a tetralógia első díjat nyer.
- Az athéni Akropoliszon befejezik a kariatidás oszlopcsarnokáról ismert Erekhtheiont.

## Fordítás
- Ez a szócikk részben vagy egészben  a(z)   405 BC című angol Wikipédia-szócikk ezen változatának fordításán alapul.  Az eredeti cikk szerkesztőit annak laptörténete sorolja fel. Ez a jelzés csupán a megfogalmazás eredetét és a szerzői jogokat jelzi, nem szolgál a cikkben szereplő információk forrásmegjelöléseként.